# 苏士润
蘇士潤（1536年—1583年），字惟德，号诚斋，福建晉江縣（今福建省晉江市）人。明朝政治人物。

## 生平
嘉靖三十七年（1558年）戊午科福建乡试三名，嘉靖四十四年（1565年）乙丑科范应期榜会试一百八十二名，廷试三甲四十九名进士。都察院观政，本年六月授吉水知县，隆慶二年（1568年）九月擢拔為江西道御史，巡按长芦盐政。因不附张居正，万历二年（1574年）二月外迁湖广按察副使，三年八月再罷黜為全州判官。四年九月移升湖州府推官。六年二月升任夔州府同知。万历十一年入觐后去世。墓在一都仙嶺山。

## 家族
曾祖蘇福。祖蘇春。父蘇璟，累封御史。母陳氏，贈孺人；继母吴氏，封孺人。弟蘇士潜（封主事）、蘇士淳（庠生）。
有侄苏茂相。